# 趙煚
趙 煚（ちょう きょう、532年 - 599年）は、中国の西魏から隋にかけての軍人・政治家。字は賢通。本貫は天水郡顕親県。

## 経歴
趙仲懿（趙超宗の子）の子として生まれた。幼くして父を失い、母に孝養を尽くして知られた。14歳のとき、父の墓に植えた樹を切って盗んだ者があり、趙煚はこれを捕らえて官に送った。西魏の右僕射の周恵達と面会して、窮状を訴えた。後に宇文泰に召されて相府参軍事となり、従軍して洛陽を攻撃した。北斉軍と前後5戦して、郡守・鎮将・県令5人を斬り、多くの捕虜をえた。功績により平定県男に封ぜられ、中書侍郎に累進した。
北周が建国されると、陝州刺史に転出した。向五子王が乱を起こして信陵・秭帰を攻めると、趙煚は500人を率い、その不意をついて襲撃し、向五子王を破った。
北周は長江南岸に安蜀城を置いて陳に対する前線の防御としていた。ときに鄭南郷が叛いて、陳の将軍の呉明徹を引き込み安蜀を奪おうとした。趙煚は向武陽を誘って、鄭南郷を襲撃させ、鄭南郷の父母妻子を捕らえた。このため鄭南郷の党は離散し、陳軍は撤退した。翌年、呉明徹がたびたび北周に侵攻したが、趙煚はこれを防御して、前後16戦し、陳軍の攻勢をくじいた。陳の裨将の覃冏・王足子・呉朗ら3人を捕らえ、160人を斬首した。功績により開府儀同三司の位を受け、荊州総管長史に転じた。召還されて民部中大夫となった。
575年、武帝が鞏・洛に出兵し、北斉の河南の地を奪おうとした。趙煚は「河南の洛陽の地は、四面に敵を受け、ひとたび得ても守ることができない。河北を進んで太原を目指すべきである」と諫めた。武帝は聞き入れず、北周軍は成果を挙げることがなかった。まもなく上柱国の于翼の下で従軍し、三鴉道から陳を攻撃して、陳の19城を落として帰還した。誹謗を受けて、功績は記録されず、益州総管長史に任ぜられた。まもなく召還されて、天官司会となり、御正上大夫に累進した。ときに趙煚と宗伯の斛斯徴は不仲であった。斛斯徴が斉州刺史として出向したが、事件に連座して獄に下った。斛斯徴は罪の重いことを知り、脱獄して逃走した。武帝は怒って急いで追捕しようとしたが、趙煚は「斛斯徴は死を恐れて逃走したものである。愚かだが長らく清廉だった人物であり、敵国に走られては無益なこととなる。大赦を発するべきだ」とひそかに上奏した。斛斯徴は赦免されたが、趙煚が事情を話すことはなかった。
580年、楊堅が北周の丞相となると、趙煚は上開府の位を加えられ、再び天官都司会に任ぜられた。まもなく大宗伯に転じた。581年、隋が建国されると、位は大将軍に進み、金城郡公の爵位を受け、相州刺史に任ぜられた。故事に通じているのを買われて召還され、尚書右僕射となった。583年、内史令となった。命令にさからったことを理由に陝州刺史として出され、さらに冀州刺史に転じた。寛容な統治で知られ、民衆に慕われた。599年、死去した。享年は68。
子の趙義臣が後を嗣ぎ、太子洗馬となったが、後に楊諒の乱に加担して殺された。

## 伝記資料
- 『隋書』巻46 列伝第11
- 『北史』巻75 列伝第63